# Západoantarktický ledový příkrov

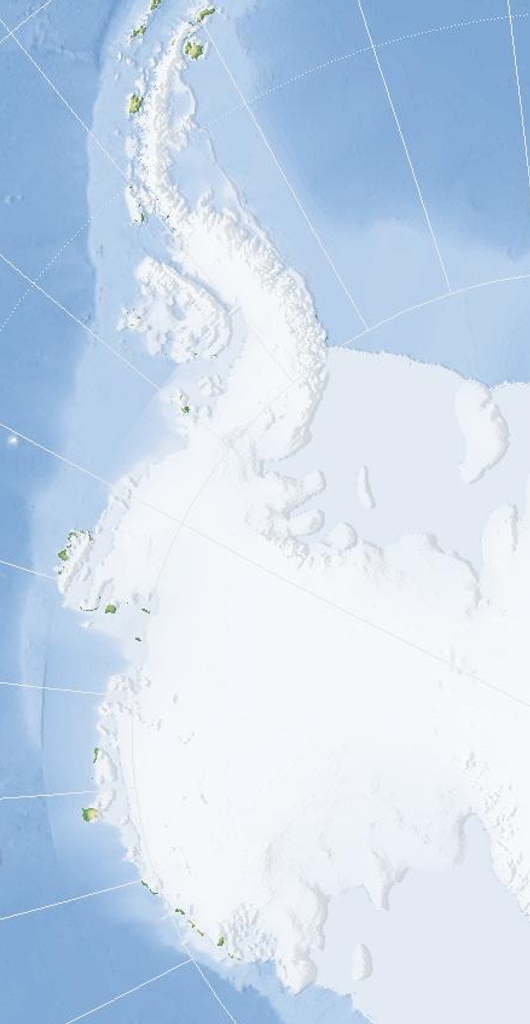
Mapa západní Antarktidy

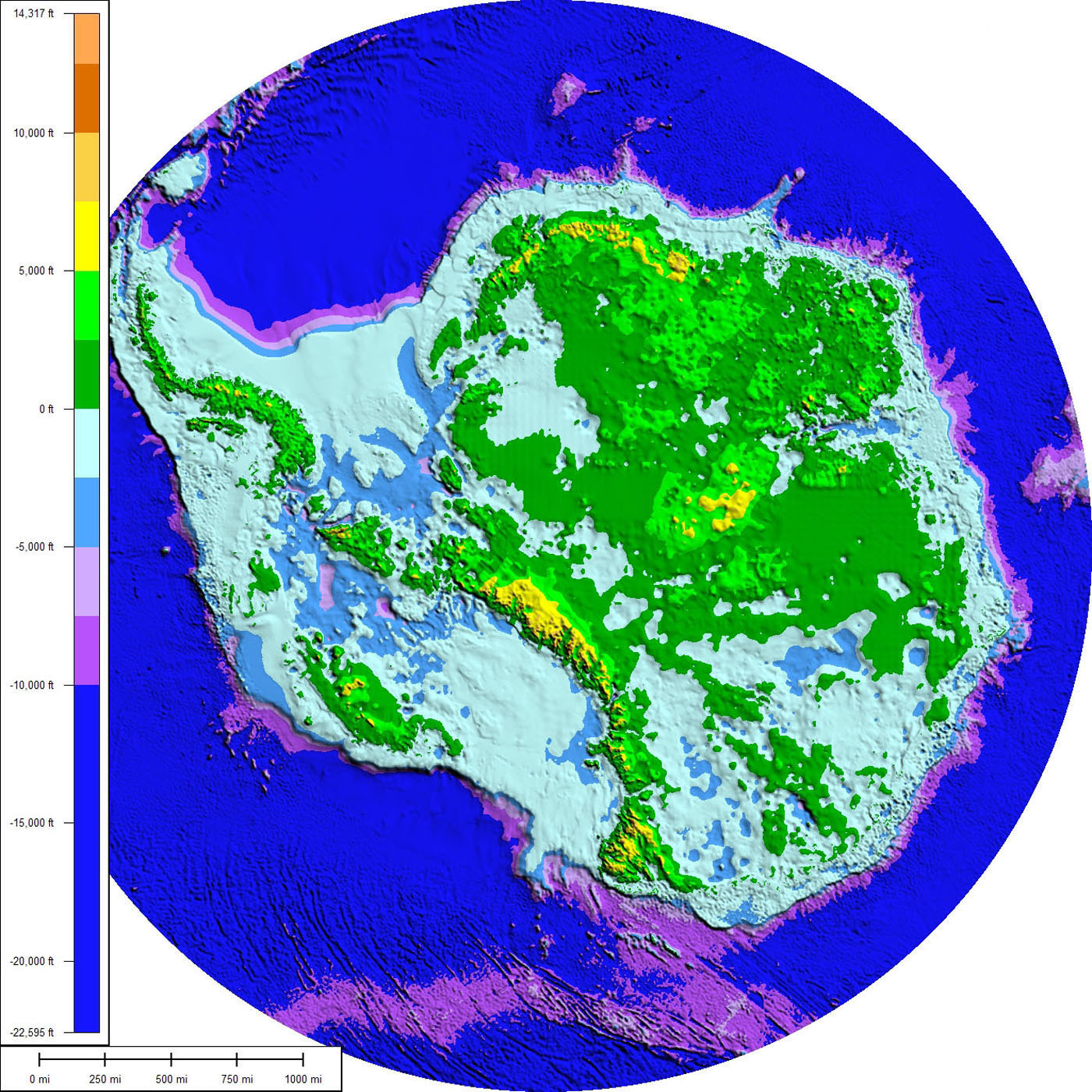
Topografická a batymetrická mapa Antarktidy bez jejích ledových příkrovů, za předpokladu konstantní hladiny moře a bez postglaciálního vzestupu

Západoantarktický ledový příkrov je část kontinentálního ledového příkrovu, který pokrývá Západní Antarktidu Transantarktické pohoří, která leží na západní polokouli. Tento příkrov je klasifikován jako mořský ledový příkrov, což znamená, že jeho dno leží hluboko pod hladinou moře a jeho okraje tečou do plovoucích ledových šelfů. Příkrov je ohraničen Rossovým šelfovým ledovcem, Filchner-Ronneové šelfovým ledovcem a výtokovými ledovci, které odtékají do Amundsenova moře. Transantarktické pohoří ho odděluje od Východoantarktického ledového příkrovu, největšího ledového příkrovu na zemi.

## Všeobecně
Odhaduje se, že objem Antarktického ledového příkrovu je asi 25,4 milionu km3 a Západoantarktický ledový příkrov z toho obsahuje necelých 10 %, neboli 2,2 milionu km3. Hmotnost ledu způsobila, že se podkladní hornina propadla o 0,5 a 1 km v procesu známém jako isostatická deprese.
Silou vlastní váhy se ledová vrstva deformuje a proudí. Vnitřní led pomalu teče přes hrubé podloží. Za určitých okolností může led proudit rychleji v ledových proudech, oddělených pomalu tekoucími ledovými hřebeny. Mezilehlé hřebeny jsou zamrzlé v korytě, zatímco koryto pod ledovými toky sestává z vodou nasycených sedimentů. Mnoho z těchto sedimentů bylo uloženo dříve, než tuto oblast obsadila ledová pokrývka, a to v době, kdy byla velká část západní Antarktidy zalita oceánem. Rychlý tok ledového proudu je nelineární proces, který dosud není zcela objasněn; proudy se mohou z nejasných důvodů spustit a zastavit. 
Když led dosáhne pobřeží, buď se telí, nebo nadále proudí ven na volnou vodu. Výsledkem je velký plovoucí ledový šelf připevněný ke kontinentu.